# Cnemolia obliquevittata
Cnemolia obliquevittata är en skalbaggsart som beskrevs av Stefan von Breuning 1978. Cnemolia obliquevittata ingår i släktet Cnemolia och familjen långhorningar.
Artens utbredningsområde är Ghana. Inga underarter finns listade i Catalogue of Life.